# Questembert

Questembert este o comună în departamentul Morbihan, Franța. În 1 ianuarie 2022 avea o populație de 8.081 de locuitori.